# Mondial Australian Women's Hardcourts 2006 - Doppio
Il doppio del torneo di tennis Mondial Australian Women's Hardcourts 2006, facente parte del WTA Tour 2006, ha avuto come vincitrici Dinara Safina e Meghann Shaughnessy che hanno battuto in finale Cara Black e Rennae Stubbs con il punteggio di 6–2, 6–3.

## Teste di serie
1. Cara Black /  Rennae Stubbs (finale)
2. Dinara Safina /  Meghann Shaughnessy (campionesse)

1. Anabel Medina /  Flavia Pennetta (semifinali)
2. Li Ting /  Sun Tiantian (primo turno)

## Tabellone

### Legenda
| - Q = Qualificato - WC = Wild card - LL = Lucky loser | - ALT = Alternate - SE = Special Exempt - PR = Protected Ranking | - w/o = Walkover - r = Ritirato - d = Squalificato |